# Béziers Volley 2010-2011
Questa voce raccoglie le informazioni riguardanti il Béziers Volley nelle competizioni ufficiali della stagione 2010-2011.

## Organigramma societario
Area direttiva
- Presidente: Jean-Paul Cristofoli

Area tecnica
- Allenatore: Yannick Cembelo
- Allenatore in seconda: Fabien Simondet

## Rosa
| N° | Nome                | Ruolo | Data di nascita  | Nazionalità sportiva |
| -- | ------------------- | ----- | ---------------- | -------------------- |
| 1  | Zorica Zivanović    | P     | 4 aprile 1981    | Serbia               |
| 2  | Maria Andonova      | S     | 20 novembre 1983 | Bulgaria             |
| 3  | Diane Copenhagen    | S     | 28 giugno 1986   | Stati Uniti          |
| 4  | Anna Barnak-Marić   | S/O   | 30 marzo 1978    | Serbia               |
| 6  | Kristina Totevá     | C     | 30 agosto 1984   | Bulgaria             |
| 7  | Chloé Lesenechal    | C     | 1º gennaio 1989  | Francia              |
| 9  | Pauline Soullard    | C     | 24 aprile 1985   | Francia              |
| 10 | Michaela Doležalová | S/O   | 22 giugno 1984   | Rep. Ceca            |
| 12 | Justine Astruc      | C     | 22 aprile 1983   | Francia              |
| 14 | Tatiana Morenko     | P     | 9 marzo 1971     | Francia              |
| 15 | Tatjana Burmazović  | L     | 6 febbraio 1984  | Serbia               |